# توم بيكيت
توم بيكيت (بالإنجليزية: Tom Beckett)‏ هو عسكري بريطاني، ولد في 1962م.